# 심기식
심기식은 대한민국의 CBS 아나운서이다.

## 경력
- 1990년 1월 :  CBS 편성국 아나운서부 아나운서
- 2009년 1월 :  CBS 편성국 아나운서부 부장
- 2009년 6월 :  CBS 춘천방송본부 편성팀 팀장

## 수상
- 2012년 : 대한민국 아나운서 대상 한국아나운서 클럽상

## 진행

### 과거 라디오
- CBS 표준FM 굿뉴스투데이 진행
- CBS 표준FM 달고 오묘한 그 말씀 진행
- CBS 음악FM 내가 매일 기쁘게 심기식입니다 진행

### 현재 라디오
- CBS 표준FM CBS 아침종합뉴스 진행
- CBS 표준FM CBS 저녁종합뉴스 진행
- CBS 표준FM CCM 캠프 진행